# Актубек (Жанааркинский район)
Актубек (каз. Ақтүбек) — село в Жанааркинском районе Карагандинской области Казахстана. Административный центр Актубекского сельского округа. Находится примерно в 40 км к западу от районного центра, посёлка Жанаарка. Код КАТО — 354439100.

## Население
В 1999 году население села составляло 797 человек (408 мужчин и 389 женщин). По данным переписи 2009 года в селе проживал 781 человек (406 мужчин и 375 женщин).